# منتخب الإكوادور تحت 17 سنة لكرة القدم
منتخب الإكوادور تحت 17 سنة لكرة القدم (بالإسبانية: Selección de fútbol sub-17 de Ecuador)‏ هو ممثل الإكوادور الرسمي في المنافسات الدولية في كرة القدم في فئة كرة قدم تحت 17 سنة للرجال، يديريه اتحاد الإكوادور لكرة القدم.